# 紀伊国
紀伊国（きいのくに）は、かつて日本の地方行政区分だった令制国の一つ。南海道に属し、和歌山県と三重県南西部に属する。

## 「紀伊」の名称と由来
7世紀に成立した当初は、木国（現代の標準語・共通語表記：きのくに）であった。名称の由来として、雨が多く森林が生い茂っている様相から「木国」と命名された、という説がある。また、今の和歌山県北部が、有力豪族である紀国造が支配していた地域であるから「紀の国」というようになった、という説もある。実際に、律令制以前の紀伊国は紀国造の領土のみであり、熊野国造の領土（牟婁郡）を含まなかった。
和銅6年（713年）に「雅字（良い文字の意）二文字で国名を表すように」との勅令が出された際、紀伊国と表記するようになった。現代の近畿方言では「木」（きぃ）・「目」（めぇ）・「手」（てぇ）など1拍語を2音拍で発音する特徴があるが、もともと当地（または都である奈良）の発音で「木国」＝「きぃ-の-くに」だった読み方「きぃ」部分へ雅字を当て字し「紀伊国」とした、とする説がある。その一方で、雅字制定当初は「紀伊国」＝「き-の-くに」つまり「紀伊＝き」（「伊」は黙字）と読まれていたものが、のち「伊」部分に「い」の音を充てた結果「紀伊」＝「きい」という読み方が後代に成立したとする説もある。ただし、いずれにおいても奈良時代の日本語の発音は不明の点も多く、はっきりしない。

## 領域
明治維新直前の領域は、現在の和歌山県に下記を加えた区域に相当する。
- 三重県南牟婁郡紀宝町・御浜町
- 三重県熊野市
- 三重県尾鷲市
- 三重県北牟婁郡紀北町
- 三重県度会郡大紀町の一部（錦）
- 奈良県五條市の一部（畑田町の一部）

## 沿革
7世紀に成立した。
紀伊国は歴史が古く、『古事記』には神武天皇が大和に入る時に紀伊熊野を通ったとされるなど、事実はともかく、奈良盆地を地盤とするヤマト王権から知られた国であった。王権は、海人集団を部民に編成する海部の設定を進めた。また、忌部の設定は「紀氏集団」の在地の祭祀権を揺るがした。しかし、部民の設定は充分に展開しなかった。王権はつぎに国造制の導入と屯倉の設定という方策をとった。
天皇や皇后の紀伊行幸で史料に現れた確実な例は、斉明天皇の658年（斉明4年）紀温湯（牟呂温湯）行幸である。
この11月に有馬皇子の事件が起きた。
奈良時代の官衙遺跡の確実な例として、御坊市の堅田遺跡が挙げられる。この遺跡では、周りに柵か塀をめぐらしており、その内区には庇のついた掘立柱建物を中心に建物が全体として「コ」の字状に建てられており、外区には倉庫群が二組建てられていたようである。この堅田遺跡は8世紀前半から後半にかけての遺跡で、付近に「西郡」の名の字が残っているところから考えて、日高郡衙跡に比定されている。
平安時代後期に熊野三山（熊野本宮、熊野新宮、熊野那智の連合体）が成立し、太上天皇（上皇）による熊野御幸がおこなわれるようになると、熊野古道が整備され熊野詣が流行った。その他、紀州の三井寺とされた紀三井寺、空海の高野山金剛峯寺、道成寺、根来寺など大寺大社が紀州の地に建てられた。
平安時代末期には、特に有田郡の湯浅地方を中心に湯浅党の武士団、口熊野の田辺・奥熊野の新宮付近に熊野別当家を総帥とする熊野水軍が発達し勢力を伸ばした。この湯浅党の武士団は平氏方、熊野水軍は源氏方として源平合戦（治承・寿永の乱）にも関与した。
南北朝時代は湯浅党を中心に南朝勢力が強い国の一つだった。

南北朝合一後は畠山氏が守護であったが、寺社勢力が強力なために、その支配力は限定的なものにとどまった。
戦国時代には、ルイス・フロイスが「紀州の地には四つ五つの共和国的な存在があり、いかなる権力者もそれを滅ぼすことができなかった」と述べている通り、雑賀衆に代表される国人衆や寺社勢力が割拠する状態が続いた。紀伊の割拠状態は1585年（天正13）の羽柴秀吉による紀州征伐によって終焉した。紀伊の最有力勢力である雑賀衆と根来寺は、小牧・長久手の戦いの際、秀吉の留守に乗じ岸和田城や大坂に侵攻していたが撃退され、秀吉の信雄・家康らとの和睦後、雑賀攻めを招いた。秀吉方は3月20日に出兵し、和泉の諸城を落として紀州に攻め入り、23日に根来寺を焼き討ちした。紀州の国人や各地の戦闘で敗れた残党なども加わって小さな太田城で抵抗したが、秀吉は水攻めで約一ヶ月後に降伏させた。平定後は刀狩りを命じ、跡を秀長に任せ、和歌山城を築造した。
現在の奈良県上北山村と下北山村は、元は牟婁郡の一部であったが、後に大和国吉野郡に編入された。
現在の三重県の尾鷲市、紀北町、大紀町南部の錦地区は、元は志摩国英虞郡の一部であったが、天正10年（1582年）に新宮城主の堀内氏善により紀伊国牟婁郡に編入された。
関ヶ原の戦いの後は浅野幸長が入封した（紀州藩）。1619年に浅野氏が安芸広島へ転封されると、徳川家康の十男徳川頼宣が和歌山に入封し、幕末まで紀州徳川家が統治した。

### 近世以降の沿革
- 「旧高旧領取調帳」に記載されている明治初年時点での国内の支配は以下の通り（1,374村・444,148石余）。太字は当該郡内に本拠が所在。新宮領は和歌山藩附家老水野氏、田辺領は和歌山藩附家老安藤氏が領有[注釈 3]。 
  - 名草郡（150村・88,852石余） - 和歌山藩、新宮領、田辺領
  - 海部郡（59村・25,925石余） - 和歌山藩
  - 那賀郡（254村・91,117石余） - 和歌山藩、高野山領
  - 伊都郡（161村・38,023石余） - 和歌山藩、高野山領
  - 有田郡（138村・47,318石余） - 和歌山藩、新宮領、田辺領
  - 日高郡（151村・48,833石余） - 和歌山藩、新宮領、田辺領
  - 牟婁郡（461村・104,077石余） - 和歌山藩、新宮領、田辺領
- 慶応4年1月24日（1868年2月17日） - 新宮領・田辺領が立藩して新宮藩・田辺藩となる。
- 明治2年（1869年）8月 - 高野山領が堺県の管轄となる。
- 明治3年4月27日（1870年5月27日） - 堺県の管轄地域が五條県の管轄となる。
- 明治4年
  - 7月14日（1871年8月29日） - 廃藩置県により、藩領が和歌山県、新宮県、田辺県の管轄となる。
  - 11月1日（1871年12月12日） - 五條県の管轄地域が和歌山県の管轄となる。
  - 11月22日（1872年1月2日） - 第1次府県統合により、牟婁郡の一部（概ね熊野川・北山川以東、後の北牟婁郡・南牟婁郡）が度会県、残部が和歌山県の管轄となる。
- 明治9年（1876年）4月18日 - 第2次府県統合により、度会県牟婁郡が三重県の管轄となる。

## 国内の施設

### 国府

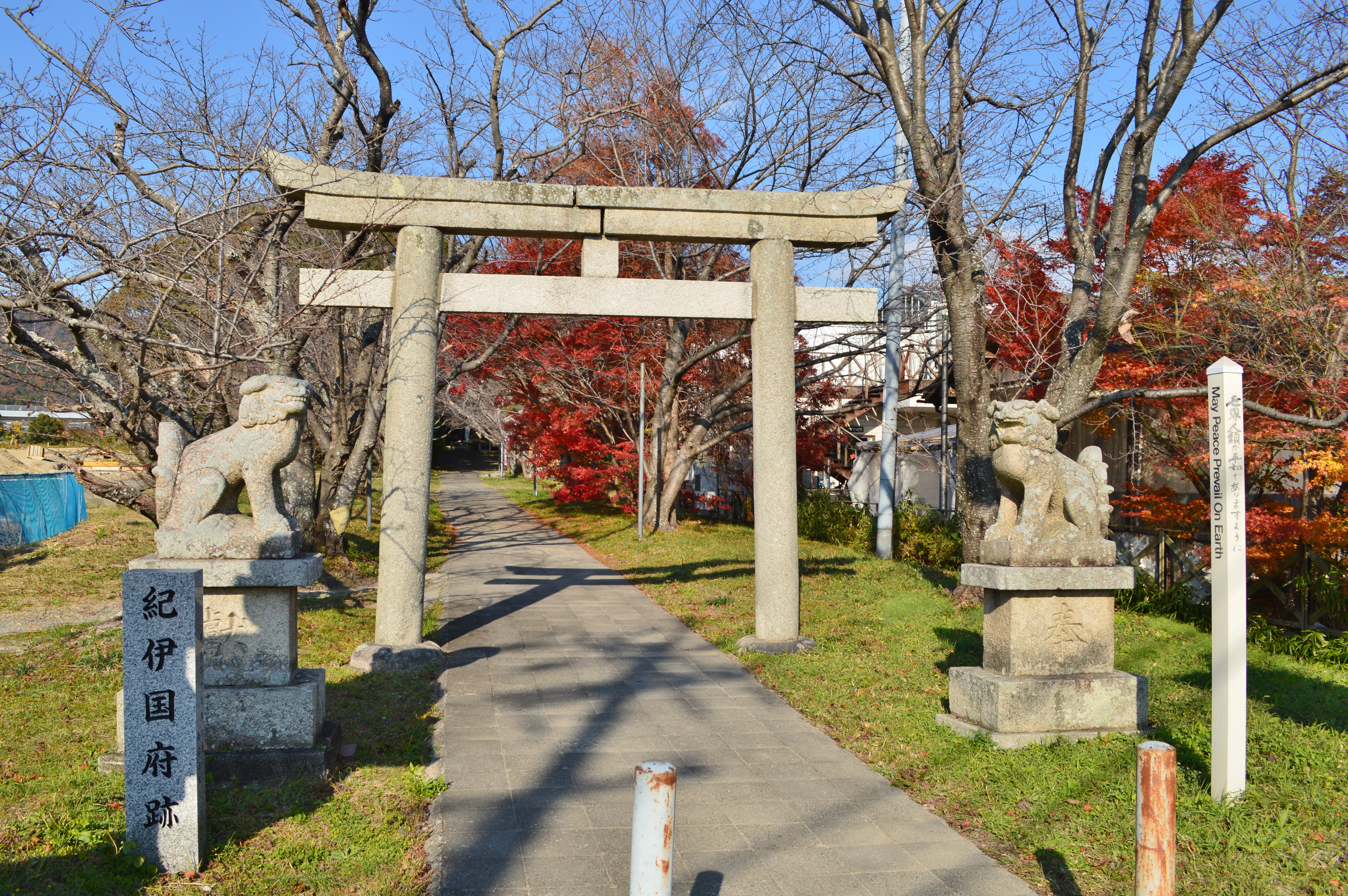
府守神社（和歌山市府中）の紀伊国府跡碑

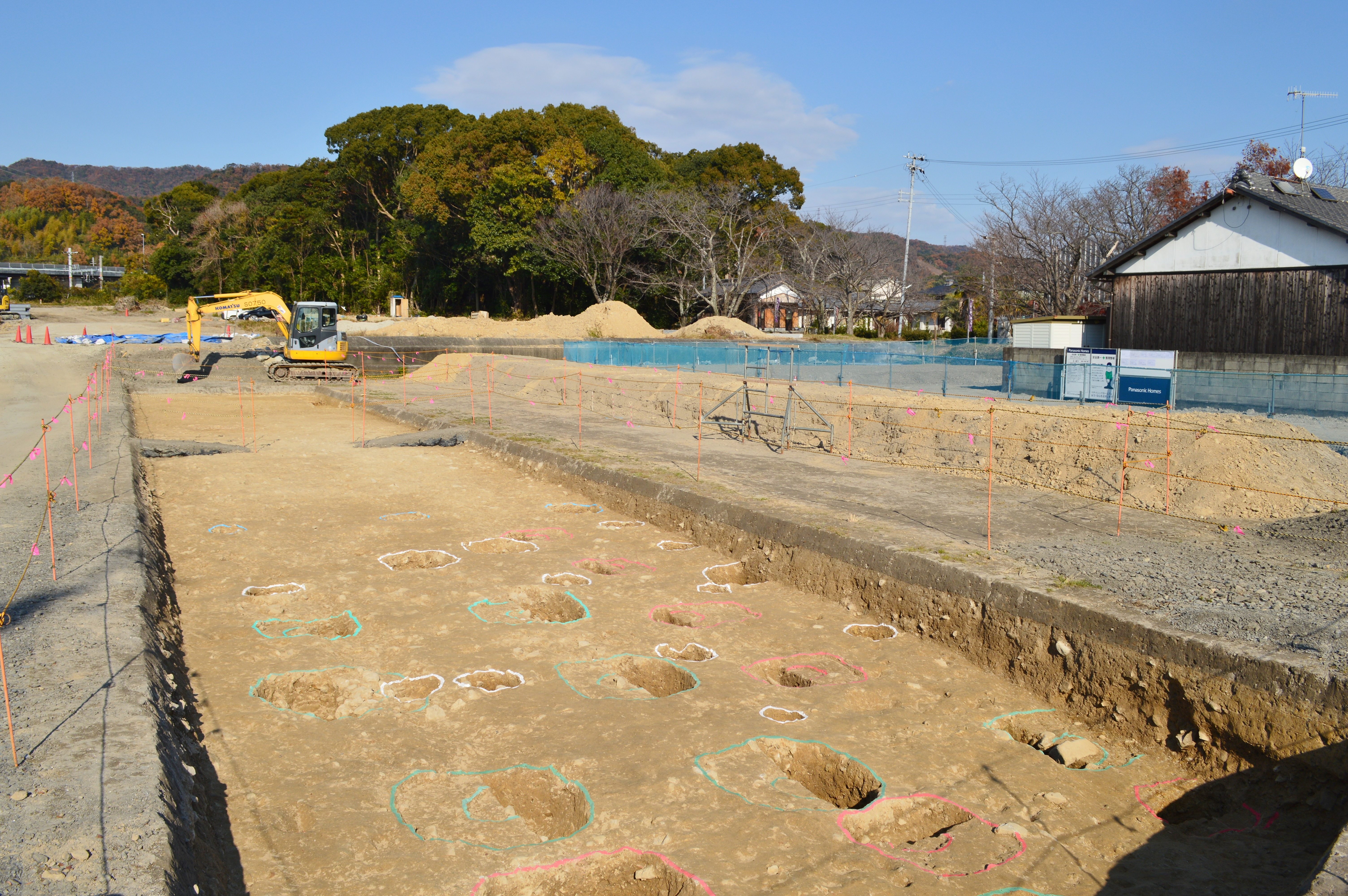
府中遺跡と府守神社（奥）2019年発掘調査時。

国府は名草郡に存在した。『和名抄』や『大御記』の記載からは10世紀以降には和歌山市府中（府守神社付近、北緯34度16分4.75秒 東経135度14分1.30秒 / 北緯34.2679861度 東経135.2336944度）に所在したと推定され、それ以前については和歌山市府中とする説のほか岡田遺跡（岩出市）とする説が挙げられている。2019年度（令和元年度）の府中遺跡（和歌山市府中）における発掘調査では奈良時代の推定国府関連遺構として大型建物・塀が認められており、10世紀以前にも和歌山市府中に国府が存在した可能性が示唆されている。

### 国分寺・国分尼寺
- 紀伊国分寺跡 （紀の川市打田町、北緯34度16分7.60秒 東経135度20分21.00秒 / 北緯34.2687778度 東経135.3391667度）
国の史跡。跡地上の八光山醫王院国分寺が法燈を伝承する。
- 紀伊国分尼寺跡
不詳。西国分廃寺跡（岩出市西国分、北緯34度15分57.14秒 東経135度19分53.66秒 / 北緯34.2658722度 東経135.3315722度、国の史跡）を国分尼寺跡とする説がある。

### 神社
延喜式内社
『延喜式神名帳』には、大社13座13社・小社18座15社の計31座28社が記載されている（紀伊国の式内社一覧参照）。大社13社は以下に示すもので、熊野早玉神社以外は名神大社である。
- 伊都郡 丹生都比女神社
  - 比定社：丹生都比売神社 （伊都郡かつらぎ町上天野、北緯34度15分45.78秒 東経135度31分19.18秒 / 北緯34.2627167度 東経135.5219944度）
- 名草郡 日前神社
  - 比定社：日前神宮・國懸神宮 （和歌山市秋月、北緯34度13分40.58秒 東経135度12分8.78秒 / 北緯34.2279389度 東経135.2024389度）
- 名草郡 国懸神社
  - 比定社：日前神宮・國懸神宮 （和歌山市秋月）
- 名草郡 伊太祁󠄀曽神社
  - 比定社：伊太祁󠄀曽神社 （和歌山市伊太祈曽、北緯34度12分6.17秒 東経135度14分59.77秒 / 北緯34.2017139度 東経135.2499361度）
- 名草郡 大屋都比売神社
  - 比定社：大屋都姫神社（和歌山市宇田森、北緯34度15分39.59秒 東経135度14分59.02秒 / 北緯34.2609972度 東経135.2497278度）
- 名草郡 都麻都比売神社
  - 比定論社：都麻津姫神社 （和歌山市吉礼、北緯34度12分18.49秒 東経135度14分6.79秒 / 北緯34.2051361度 東経135.2352194度）
  - 比定論社：都麻都姫神社 （和歌山市平尾、北緯34度12分30.30秒 東経135度14分49.90秒 / 北緯34.2084167度 東経135.2471944度）
  - 比定論社：高積神社 （和歌山市禰宜、北緯34度14分2.19秒 東経135度15分17.06秒 / 北緯34.2339417度 東経135.2547389度）
- 名草郡 鳴神社
  - 比定社：鳴神社 （和歌山市鳴神、北緯34度13分40.19秒 東経135度12分40.79秒 / 北緯34.2278306度 東経135.2113306度）
- 名草郡 伊達神社
  - 比定社：伊達神社 （和歌山市園部、北緯34度15分52.78秒 東経135度11分45.49秒 / 北緯34.2646611度 東経135.1959694度）
- 名草郡 志磨神社
  - 比定社：志磨神社 （和歌山市中之島、北緯34度14分24.79秒 東経135度10分51.18秒 / 北緯34.2402194度 東経135.1808833度）
- 名草郡 静火神社
  - 比定社：静火神社 （和歌山市和田、北緯34度12分10.63秒 東経135度12分28.80秒 / 北緯34.2029528度 東経135.2080000度） - 竈山神社境外摂社。
- 在田郡 須佐神社
  - 比定社：須佐神社 （有田市千田、北緯34度3分53.55秒 東経135度8分29.32秒 / 北緯34.0648750度 東経135.1414778度）
- 牟婁郡 熊野早玉神社 - 名神大社ではない。
  - 比定社：熊野速玉大社 （新宮市新宮、北緯33度43分55.75秒 東経135度59分0.68秒 / 北緯33.7321528度 東経135.9835222度）
- 牟婁郡 熊野坐神社
  - 比定社：熊野本宮大社 （田辺市本宮町本宮、北緯33度50分25.73秒 東経135度46分25.03秒 / 北緯33.8404806度 東経135.7736194度）

総社・一宮
『中世諸国一宮制の基礎的研究』に基づく一宮以下の一覧。
- 総社：大屋都姫神社に合祀の総社明神か。別説に府守神社（和歌山市府中）か。
- 一宮：次の3社の説がある。
  - 日前・国懸神宮（2社で1社） - 旧官幣大社。伊勢神宮に並ぶ準皇祖神として、12世紀後半には事実上の一宮。
  - 丹生都比売神社 - 旧官幣大社。 鎌倉幕府の保護を受け、13世紀末期から日前・国懸神宮と比肩。
  - 伊太祁󠄀曽神社 - 旧官幣中社。中世以降一宮を主張。

## 地域

### 郡
- 伊都郡 - 指理
- 那賀郡 - 那賀・荒川・□前
- 名草郡 - 大屋・直川・大川・忌部・旦来、片岡
- 海部郡 - 可太・浜中・木本・□
  - 現在は海草郡に統合（海部郡+名草郡）
- 在田郡（有田郡） - 吉備・英太・幡陀
- 日高郡 - 財・清水・内原・南部
- 牟婁郡 - 岡田・牟婁・栗栖
  - 現在は西牟婁郡・東牟婁郡・南牟婁郡・北牟婁郡に分割
  - 西牟婁郡・東牟婁郡は和歌山県、南牟婁郡・北牟婁郡は三重県

※はじめの郡名は『延喜式』・『和名抄』による。
※郡の後は8世紀の史料に見える郷名。

### 江戸時代の藩
| 藩名       | 居城     | 藩主 |
| ---------- | -------- | --- |
| 紀州藩     | 和歌山城 | 桑山家 （1600年～1601年、2万石）→大和新庄藩2万石に転封 浅野家 （1601年～1619年、37万6千石）→安芸広島藩42万石に転封 紀州徳川家 （1619年～1871年、55万5千石） |
| 紀伊田辺藩 | 田辺城   | 安藤家 （紀州藩附家老、1619年～1871年、3万8千石） |
| 紀伊新宮藩 | 新宮城   | 水野家 （紀州藩附家老、1619年～1871年、3万5千石） |

## 人物

### 国司

#### 紀伊守
- 山村王（従五位上）：天平宝字3年（759年）任官
- 小野小贄（従五位下）：天平宝字8年（764年）任官
- 伊刀王（従五位下）：宝亀2年（771年） 任官
- 占野王（従五位下）：天長3年（826年）任官
- 文室海田麻呂（従五位下）：天長8年（831年）任官
- 紀良門（従五位上）：承和元年（834年）任官
- 藤原豊仲（従五位上）：承和3年（836年）任官
- 伴龍男（従五位下）：承和13年（846年）任官
- 文室真室（従五位上）：嘉祥3年（850年）任官
- 紀真高（従五位下）：斉衡元年（854年）任官
- 在原善淵（従五位下）：天安2年（858年）任官
  - 紀恒身（従五位下）：天安2年（858年）任官（権守）
- 文室益善（従五位上）：貞観2年（860年）任官
  - 並山王（従五位上）：貞観2年（860年）任官（権守）
- 並山王（従五位上）：貞観5年（863年）任官
- 在原善淵（従四位下）：貞観6年（864年）任官
- 藤原仲統（従四位上）：貞観7年（865年）任官
  - 貞登（従五位上）：寛平5年（893年）任官（権守）
  - 藤原仲平（従四位下）：寛平9年（897年）任官（権守）
- 菅野利陰（従五位下））：延喜12年（912年）任官
- 紀文利（従五位下）：康保5年（968年）任官
  - 十市有象（従五位上）：安和2年（969年）任官（権守）
- 藤原棟利（従五位下）：天禄3年（972年）任官
- 藤原景斉：天延2年（974年）任官
  - 藤原佐理（従四位上）：天延3年（975年）任官（権守）
- 藤原景斉：貞元2年（977年）任官
- 大江景理：長徳4年（998年）任官
- 源経相：長和4年（998年）離任
- 高階成章（従五位下）：寛仁3年（1019年）任官
  - 藤原経家（従五位上）：長元8年（1035年）任官（権守）
  - 源隆俊（従五位下）：長暦2年（1038年）任官（権守）
- 平定家：永承2年（1047年）任官
  - 藤原伊房（従五位上）：永承4年（1049年）任官（権守）
- 平教成：天喜2年（1054年）任官
  - 藤原能季（従四位下）：天喜5年（1057年）任官（権守）
- 藤原兼綱：天喜6年（1058年）任官
- 藤原重経：康平6年（1063年）任官
- 藤原範永：康平8年（1065年）任官
- 源師俊：治暦3年（1067年）任官
- 藤原師仲：延久4年（1072年）任官

### 守護

#### 鎌倉幕府
| 代 | 氏名                         | 在職期間                          | 出身家         |
| -- | ---------------------------- | --------------------------------- | -------------- |
| 1  | 豊島有経 としま ありつね     | 治承8年 - 不詳 1184年 - 不詳      | 豊島氏         |
| 2  | 佐原義連 さはら よしつら     | 不詳 - 建仁3年 不詳 - 1203年      | 佐原氏         |
| 3  | 後鳥羽上皇御計               | 建永2年 - 承久3年 1207年 - 1221年 | -              |
| 4  | 三浦義村 みうら よしむら     | 承久3年 - 不詳 1221年 - 不詳      | 三浦氏         |
| 5  | 佐原家連 さはら いえつら     | 貞応2年 - 嘉禎3年 1223年 - 1237年 | 佐原氏         |
| 6  | 北条久時 ほうじょう ひさとき | 弘安3年 - 不詳 1280年 - 不詳      | 赤橋流北条氏   |
| 7  | 北条時兼 ほうじょう ときかね | 正応4年 - 不詳 1291年 - 不詳      | 普恩寺流北条氏 |
| 8  | 北条氏                       | 不詳 - 元弘3年 不詳 - 1333年      | 北条氏         |

#### 室町幕府
| 代 | 氏名                         | 在職期間                            | 出身家     |
| -- | ---------------------------- | ----------------------------------- | ---------- |
| 1  | 畠山国清 はたけやま くにきよ | 建武3年 - 観応2年 1336年 - 1351年   | 河内畠山家 |
| 2  | 畠山国清 はたけやま くにきよ | 延文5年 1360年                      | 河内畠山家 |
| 3  | 細川氏春 ほそかわ うじはる   | 応安6年 - 不詳 1373年 - 不詳        | 細川家     |
| 4  | 細川業秀 ほそかわ なりひで   | 永和4年 1378年                      | 細川家     |
| 5  | 山名義理 やまな よしただ     | 永和4年 - 明徳2年 1378年 - 1391年   | 山名家     |
| 6  | 大内義弘 おおうち よしひろ   | 明徳3年 - 応永6年 1392年 - 1399年   | 周防大内家 |
| 7  | 畠山基国 はたけやま もとくに | 応永6年 - 応永13年 1399年 - 1406年  | 河内畠山家 |
| 8  | 畠山満慶 はたけやま みつのり | 応永13年 - 応永15年 1406年 - 1408年 | 河内畠山家 |
| 9  | 畠山満家 はたけやま みついえ | 応永15年 - 永享5年 1408年 - 1433年  | 河内畠山家 |
| 10 | 畠山持国 はたけやま もちくに | 永享5年 - 嘉吉元年 1433年 - 1441年  | 河内畠山家 |
| 11 | 畠山持永 はたけやま もちなが | 嘉吉元年 1441年                     | 河内畠山家 |
| 12 | 畠山持国 はたけやま もちくに | 嘉吉元年 - 享徳4年 1441年 - 1455年  | 河内畠山家 |
| 13 | 畠山義就 はたけやま よしひろ | 享徳4年 - 長禄4年 1455年 - 1460年   | 河内畠山家 |
| 14 | 畠山政長 はたけやま まさなが | 長禄4年 - 応仁元年 1460年 - 1467年  | 河内畠山家 |
| 15 | 畠山義就 はたけやま よしひろ | 応仁元年 1467年                     | 河内畠山家 |
| 16 | 畠山政長 はたけやま まさなが | 応仁元年 - 明応2年 1467年 - 1493年  | 河内畠山家 |
| 17 | 畠山義豊 はたけやま よしとよ | 明応2年 - 明応8年 1493年 - 1499年   | 総州畠山家 |
| 18 | 畠山義英 はたけやま よしひで | 明応8年 - 永正元年 1499年 - 1504年  | 総州畠山家 |
| 19 | 畠山尚順 はたけやま ひさよし | 永正4年 - 永正14年 1507年 - 1517年  | 尾州畠山家 |
| 20 | 畠山稙長 はたけやま たねなが | 永正14年 - 天文14年 1517年 - 1545年 | 尾州畠山家 |
| 21 | 畠山政国 はたけやま まさくに | 天文14年 - 天文19年 1545年 - 1550年 | 尾州畠山家 |
| 22 | 畠山高政 はたけやま たかまさ | 天文19年 - 不詳 1550年 - 不詳       | 尾州畠山家 |

### 戦国大名
- 紀伊国は国人領主の力が強く、強力な戦国大名は誕生しなかった。
- 豊臣政権の大名
  - 豊臣秀長・秀保：紀伊・和泉64万石、後に大和国を加え110万石（1585年～1595年）。秀保死後は紀伊は豊臣秀吉の直轄領となる。
    - 入山城（日高）：青木一矩（1万石、1585年～1587年）。播磨立石城主に移封。
    - 猿岡城（粉河）：藤堂高虎（1万石、1585年～1595年）。伊予板島（宇和島）7万石に移封。
    - 田辺（泊山城→上野山城）：杉若無心・氏宗（1万9千石、1585年～1600年）。関ヶ原の戦いの後に改易。
    - 新宮城：堀内氏善（2万7千石、1585年～1600年）。関ヶ原の戦いの後に改易。
    - 和歌山城：桑山重晴・一晴（2万石、1585年～1600年）。関ヶ原の戦い後も本領安堵され、紀州藩として存続。

### 武家官位としての紀伊守

#### 江戸時代以前
- 織田広遠：戦国時代の武将
- 畠山高政：戦国時代の紀伊・河内の守護大名
- 三村家親：戦国時代の武将、備中国の戦国大名。備中松山城主
- 松平光重：戦国時代の武将。大草松平家初代当主。
- 青木一矩：戦国時代から安土桃山時代にかけての武将・大名。紀伊入山城主、播磨立石城主、越前北ノ庄城主
- 池田恒興：戦国時代から安土桃山時代にかけての武将・大名。尾張犬山城主、摂津兵庫城主、美濃大垣城主
- 池田元助：池田恒興の嫡男で、池田輝政の兄
- 佐伯惟教：戦国時代から安土桃山時代の武将。豊後佐伯氏第12代当主
- 立花道雪：戦国時代から安土桃山時代にかけての武将。立花宗茂の養父
- 和田惟政：戦国時代から安土桃山時代にかけての武将・大名（摂津半国守護）。足利義昭、後に織田信長の家臣
- 内藤信正：戦国時代から江戸時代にかけての武将・大名。近江長浜藩第2代藩主、摂津高槻藩、山城伏見藩主
- 松平家忠：戦国時代から江戸時代にかけての武将。形原松平家第5代当主

#### 江戸時代
- 浅野家宗家
  - 浅野幸長：浅野宗家初代当主。紀伊和歌山藩初代藩主
  - 浅野光晟：浅野宗家3代当主。安芸広島藩第2代藩主
  - 浅野長勲：浅野宗家13代当主。広島藩第12代藩主
- 越後村上藩内藤家
  - 内藤弌信：越後村上藩初代藩主。内藤信正のひ孫
  - 内藤信輝：第2代藩主
  - 内藤信興：第3代藩主
  - 内藤信凭：第5代藩主
  - 内藤信敦：第6代藩主
  - 内藤信親：第7代藩主
- 正重系本多家
  - 本多正永：正重系本多家初代。下総舟戸藩主。上野沼田藩初代藩主。
  - 本多正珍：正重系本多家4代。駿河田中藩第2代藩主・老中
  - 本多正供：正重系本多家5代。田中藩第3代藩主
  - 本多正温：正重系本多家6代。田中藩第4代藩主。
  - 本多正訥：正重系本多家9代。田中藩第7代藩主、安房長尾藩初代藩主
- 丹波亀山藩形原松平家
  - 松平家信：亀山藩形原松平家初代（形原松平家第6代当主）。三河形原藩主、摂津高槻藩主、下総佐倉藩初代藩主
  - 松平信庸：亀山藩形原松平家5代。老中。丹波篠山藩第4代藩主
  - 松平信岑：亀山藩形原松平家6代。篠山藩第5代藩主、丹波亀山藩初代藩主
  - 松平信直：亀山藩形原松平家7代。亀山藩第2代藩主。
  - 松平信道：亀山藩形原松平家8代。亀山藩第3代藩主。
  - 松平信彰：亀山藩形原松平家9代。亀山藩第4代藩主。
  - 松平信志：亀山藩形原松平家10代。亀山藩第5代藩主。
  - 松平信豪：亀山藩形原松平家11代。亀山藩第6代藩主。井伊直弼の舅
  - 松平信義：亀山藩形原松平家12代。亀山藩の第7代藩主・老中
- その他
  - 大岡忠宜：三河西大平藩第2代藩主。大岡忠相の次男
  - 大岡忠愛：西大平藩第6代藩主
  - 相良頼之：肥後人吉藩第13代藩主
  - 伊達宗贇：伊予宇和島藩第3代藩主

## 紀伊国の合戦
- 1577年：織田信長の雑賀攻め
  - 1577年：雑賀侵攻、織田軍（織田信忠、堀秀政、羽柴秀吉等） x 雑賀衆（鈴木孫一、土橋若大夫等）
  - 1578年：第一次太田城の戦い、雑賀衆 x 大田衆・根来衆増援軍
  - 1581年：高野攻め、織田軍（織田信孝、岡田重孝等） x 高野山
- 1585年：羽柴秀吉の紀州攻め、羽柴軍（羽柴秀長、中村一氏、仙石秀久等） x 紀伊国人衆及び有力寺社
  - 1585年：第二次太田城の戦い、羽柴秀吉軍・毛利水軍 x 太田衆・根来衆